# Landak (stato)
Il regno di Landak (in lingua aceh: Kerajaan Landak) fu uno stato principesco esistito nell'attuale Indonesia dal 1292 sino al 1946.
Lo stato copriva l'area dell'attuale Kalimantan Occidentale, in Indonesia. 

## Storia
Secondo la tradizione derivata da un testo scritto su foglie di palma ("lontar"), il regno di Landak venne fondato da Raden Ismahayana, nipote della regina Brawijaya Angkawijaya del regno di Majapahit (1294-1478). I resti del suo palazzo e della tomba di Ishamayana sono stati ritrovati presso l'attuale villaggio di Munggu.
Intorno al 1600, Landak passò sotto il controllo del regno di Sukadana, la principale potenza del Borneo occidentale all'epoca. Sukadana venne conquistata nel 1622 dal regno di Mataram, che allora dominava Giava centrale e orientale.
Nel XVIII secolo Landak divenne vassallo del Sultanato di Banten, nella Giava occidentale. A quel tempo, Landak era noto per le sue miniere di diamanti. Nel 1815, caso eccezionale, venne cavato dalle miniere di Landak un diamante grezzo di 367 carati, il terzo più grande al mondo. Ancora oggi, i diamanti provenienti dall'area del Borneo vengono chiamati "diamanti Landak".

## Sovrani di Kubu

### Periodo induista (1292-1472)
1. Ratu Sang Nata Pulang Pali I
2. Ratu Sang Nata Pulang Pali II
3. Ratu Sang Nata Pulang Pali III
4. Ratu Sang Nata Pulang Pali IV
5. Ratu Sang Nata Pulang Pali V
6. Ratu Sang Nata Pulang Pali VI
7. Ratu Sang Nata Pulang Pali VII

### Periodo islamico
- Raden Iswaramahayan Raja Adipati Karang Tanjung Tua (1472–1542) si convertì all'islam e prese il nome di Raden Abdul Kahar
- Raden Pati Karang Raja Adipati Karang Tanjung Muda (1542–1584)
- Raden Cili (Tjili) Pahang Tua Raja Adipati Karang Sari Tua (1584–1614)
- Raden Karang Tedung Tua (reggente) Raja Adipati Karang Tedung Tua (1614–1644)
- Raden Cili (Tjili) Pahang Muda Raja Adipati Karang Sari Muda (1644–1653)
- Raden Karang Tedung Muda (reggente) Raja Adipati Karang Tedung Muda (1679–1689)
- Raden Mangku Tua (reggente) Raja Mangku Bumi Tua (1679–1689)
- Raden Kusuma Agung Tua (1689–1693)
- Raden Mangku Muda (reggente) Pangeran Mangku Bumi Muda (1693–1703)
- Raden Kusuma Agung Muda (1703–1709)
- Raden Purba Kusuma (reggente) Pangeran Purba Kusuma (1709–1714)
- Raden Nata Tua Pangeran Sanca Nata Kusuma Tua (1714–1764)
- Raden Anom Jaya Kusuma (reggente) Pangeran Anom Jaya Kusuma (1764–1768)
- Raden Nata Muda Pangeran Sanca Nata Kusuma (1768–1798)
- Raden Bagus Nata Kusuma (reggente) Ratu Bagus Nata Kusuma (1798–1802)
- Gusti Husin (reggente) Gusti Husin Suta Wijaya (1802–1807)
- Panembahan Gusti Muhammad Aliuddin (1807–1833)
  - Gusti Ismail (reggente) Pangeran Mangkubumi Haji Gusti Ismail (1833–1835)
- Panembahan Gusti Mahmud Akamuddin (1835–1838)
- Ya Mochtar Unus (régent) Pangeran Temenggung Kusuma (1838–1843)
- Panembahan Gusti Muhammad Amaruddin Ratu Bagus Adi Muhammad Kusuma (1843–1868)
  - Gusti Doha (reggente) (1868–1872)
- Panembahan Gusti Abdulmajid Kusuma Adiningrat (1872–1875)
  - Gusti Andut Muhammad Tabri (reggente) Pangeran Wira Nata Kusuma (1875–1890)
- Gusti Ahmad (régent) Pangeran Mangkubumi Gusti Ahmad (1890–1895)
- Panembahan Gusti Abdulazis Kusuma Akamuddin (1895–1899)[1]
- Gusti Bujang Isman Tajuddin (régent) Pangeran Mangkubumi Gusti Bujang (1899–1922)
- Panembahan Gusti Abdul Hamid (1922–1943)
- Gusti Sotol (régent) (1943–1945)
- Gusti Mohammad Appandi Ranie (reggente) Pangeran Mangkubumi Gusti Mohammad Appandi Ranie Setia Negara (1946, regnò per quattro mesi)
- Pangeran Ratu Haji Gusti Amiruddin Hamid (?)
- Gusti Suryansyah Amiruddin, col titolo di Pangeran Ratu (dal 2000)